# 和歌山県道・奈良県道735号龍神十津川線
和歌山県道・奈良県道735号龍神十津川線（わかやまけんどう・ならけんどう735ごう りゅうじんとつがわせん）は、和歌山県田辺市から奈良県吉野郡十津川村に至る一般県道である。

## 概要
和歌山県田辺市龍神村殿原から奈良県吉野郡十津川村大字平谷に至る。
全線にかけて国道425号と併走しており、大部分が1車線でガードレールが設置されていない場所もある。
和歌山県田辺市龍神村東から殿原にかけては国道371号田辺市街地・同市中辺路町方面の分断区間の迂回道路としても使用されていたが、2018年（平成30年）3月26日に龍神殿原工区（国道371号バイパス）が開通し、当該迂回道路は旧道となっている。

### 路線データ
- 起点：和歌山県田辺市龍神村殿原（国道371号交点）
- 終点：奈良県吉野郡十津川村大字平谷（国道425号交点）
- 総延長：44.6 km
- 実延長：18.044 km[注釈 1]

## 歴史
- 2023年（令和5年）3月31日 - 田辺市龍神村殿原地内の約200 m区間が供用[1]。

## 路線状況

### 道路施設

#### トンネル
- 奈良県
  - 梅垣内隧道：延長41 m、1960年（昭和35年）竣工、吉野郡十津川村

## 地理

### 通過する自治体
- 和歌山県
  - 田辺市
- 奈良県
  - 吉野郡十津川村

### 交差する道路
| 交差する道路 | 都道府県名 | 市町村名 | 市町村名 | 交差する場所 | 交差する場所 |
| ------------ | ---------- | -------- | -------- | ------------ | ------------ |
| 国道371号    | 和歌山県   | 田辺市   | 田辺市   | 龍神村殿原   | 起点         |
| 国道425号    | 奈良県     | 吉野郡   | 十津川村 | 大字平谷     | 終点         |

### 沿線
- 丹生ノ川
- 上湯川